# Ранний палеолит
Ра́нний (нижний) палеоли́т — период в истории человечества, начавшийся около 2,6 миллионов лет назад, с конца эпохи плиоцена, в котором началось первое использование каменных орудий предками современного человека Homo habilis. Это были сравнительно простые инструменты, известные как колуны, сфероиды (грубо оббитые камни) и отщепы. Homo habilis освоили каменные орудия в эпоху олдувайской культуры, которые использовались в качестве рубил и каменных сердечников. Эта культура получила своё название в честь места, где были найдены первые каменные инструменты — Олдувайского ущелья в Танзании. Живущие в эту эпоху люди существовали преимущественно за счет мяса павших животных и собирательства дикорастущих растений, так как охота в это время не была ещё распространена.
Около 1,5 млн лет назад появился более развитый человеческий род Homo erectus. Представители данного вида (синантропы) научились использовать огонь и создавали более сложные рубящие инструменты из камня, а также расширили свой ареал за счёт освоения Азии, что подтверждается находками на плато Чжоукоудянь в Китае. Около 1 млн лет назад человек заселил Европу и начал использовать каменные топоры.
Социальная организация людей находилась на стадии первобытного стада (неустойчивое, формировалось с целью охоты, для защиты от врагов, животных, стихии). Орудия работы — в целом наиболее примитивные каменные, деревянные, костяные инструменты. Хозяйственная деятельность заключалась в собирательстве и охоте, люди вели кочевой образ жизни.
Последний период нижнего палеолита, который длился от 337 000 до 300 000 лет назад, соответствует морской изотопной стадии 9 (MIS 9) (межледниковый период).

## Культуры раннего палеолита
- Африка: 2,4 млн — 800 тыс. лет назад
  - Олдувайская культура 2,5 млн — 1 млн лет назад
  - Ашёльская культура 1,5 млн — 200 тыс. лет назад
- Европа: 1,2 млн — 475 тыс. лет назад
  - Аббевильская культура 1,5 млн — 600 тыс. лет назад
  - Клектонская культура 550 тыс. — 475 тыс. лет назад
- Азия:
  - Куручайская культура 1,5 млн — 730 тыс. лет назад